# Marvin Albert
Pour les articles homonymes, voir Albert.
Marvin Hubert Albert, né le 22 janvier 1924 à Philadelphie en Pennsylvanie et mort le 25 mars 1996 à Menton dans les  Alpes-Maritimes en France, est un écrivain  et un scénariste américain, auteur de romans policiers et de westerns ayant utilisé plusieurs noms de plume.

## Biographie
Dans le drugstore de son père, il lit abondamment les livres en vente. En 1942, il sert comme officier-radio dans la marine marchande. De 1945 à 1952, il exerce différents petits métiers : coursier pour The Philadelphia Record, acteur, directeur d’une troupe de théâtre, éditeur de revues ou journaliste.
Il écrit son premier roman, The Road’s End, en 1952, mais le signe du pseudonyme Al Conroy. C’est le début d'une carrière d'écrivain à la production abondante dans le domaine du roman policier, du western et de la novélisation de scénarios.
En 1955, Albert collabore au best-seller Becoming a Mother de Theodore Roosevelt Seidman, l'obstétricien qui accoucha sa femme.
Albert novélise un grand nombre de scénarios comme The Pink Panther, The Outrage ou The Untouchables, ce qui lui vaut le surnom de « roi de la novélisation » .
En 1958, Albert crée son premier personnage, Jake Barrow, un détective privé dans une série signée Nick Quarry. En 1960, Albert crée Tony Rome pour une série de trois romans signée Anthony Rome. Tony Rome est un détective privé de Miami. Frank Sinatra l'incarnera au cinéma. En 1972, à la suite du succès du roman de Mario Puzo The Godfather, Albert s'inscrit dans la vogue littéraire de l'époque en créant le personnage de Johnny Morini, un soldat repenti de la mafia. Les deux derniers romans de cette série Strangle Hold ! et  Murder Mission ! ne sont pas de la plume d’Albert, mais de Gil Brewer qui fit office de nègre littéraire . Installé en France, Albert crée, en 1978, un nouveau personnage, Pierre-Ange Sawyer, détective privé américain d'origine française vivant sur la Côte d’Azur. À travers les yeux de Sawyer, on voit la critique d’un Américain sur la société française de l'époque. Cette série comporte dix romans.

## Œuvre

### Romans

#### signés Marvin Albert
- Becoming a Mother: What Every Woman Ought to Know About Fertility, Conception, Pregnancy and Childbirth, 1955 (avec Theodore Roosevelt Seidman)
- The Law and Jake Wade, 1956
- Apache Rising, 1957
- Broadsides and Boarders, 1957 (roman non fictionnel)
- The Long White Road: Ernest Shackleton’s Antarctic Adventures, 1957 (roman non fictionnel)
- The Bounty Killer, 1958
- Renegade Posse, 1958
- The Reformed Gun, 1959
- Rider from Wind River, 1959
- Lie Down With Lions, 1959
- That Jane From Maine, 1959 (novélisation)
- Pillow Talk, 1959 (novélisation)
- All the Young Men, 1960 (novélisation)
- Force of Impulse, 1960 (novélisation)
- Come September, 1961 (novélisation)
- Lover Come Back, 1962 (novélisation)
- Move Over, Darling, 1963 (novélisation)
- Palm Springs Weekend, 1963 (novélisation)
- Under the Yum Yum Tree, 1963 (novélisation)
- The V.I.P.s., 1963 (novélisation)
- Goodbye Charlie, 1964 (novélisation)
- Honeymoon Hotel, 1964 (novélisation)
- Posse at High Pass, 1964
- The Pink Panther, 1964 (novélisation) La Panthère rose, Presses de la Cité, coll. « Un mystère » no 711, 1964
- The Outrage, 1964 (novélisation) La Glace à quatre faces, Gallimard, coll. « Série noire » no 1060, 1966
- Do Not Disturb, 1965 (novélisation)
- The Great Race, 1965 (novélisation)
- Strange Bedfellows, 1965 (novélisation)
- A Very Special Favor, 1965 (novélisation)
- What’s New Pussycat, 1965 (novélisation)
- The Divorce, 1965 (roman non fictionnel)
- The Gargoyle Conspiracy, 1975 L'Invité, Robert Laffont, 1975
- The Corsicans, 1982 Le Corse, Encre, 1982
- Operation Lila, 1983 Opération Lila, Encre, 1983
- The Medusa Complex, 1983 Medusa, Encre, 1983
- Stone angel, 1986 Quel sac d'embrouilles !, Gallimard, coll. « Série noire » no 2097, 1987
- The Untouchables, 1987 (novélisation) Les Incorruptibles, Presses de la Cité, 1987
- The Man Who Waits, 1991 (nouvelle) L'Homme qui attend, recueil  Requiem pour un muckraker, Éditions Baleine, 1999

#### signés Al Conroy ou Albert Conroy
- The Road’s End, 1952, réédition sous le titre Murder in Room 13, 1958
  - Le Repos du routier, Série noire no 510, 1959
- Nice Guys Finish Dead, 1958
  - Pas d’heure pour les braves, Série noire no 430, 1958
- Party Girl, 1958 (novélisation)
  - Pour rire en société, Série noire no 495, 1959
- The Mob Says Murder, 1959
  - Coup de gomme, Série noire no 479, 1959
- Mr. Lucky, 1960
  - Monsieur la veine, Série noire no 701, 1962
- Devil in Dungarees, 1960
  - Le Diable en salopette, L'Aventure criminelle no 116, 1961
- The Looters, 1961
  - Estouffade à la caraïbe, Série noire no 728, 1962
- Clayburn, 1961
- Last Train to Bannock, 1963
- Three Rode North, 1964
- The Man in Black, 1965
- Soldato !, 1972 (série Johnny Morini)
  - Soldato, Série noire no 1606, 1973
- Death Grip !, 1972 (série Johnny Morini)
  - Comme il y va !, Série noire no 1614, 1973
- The Dark Goddess (en), 1978 (série Pierre-Ange Sawyer)
- Stone Angel, 1986 (série Pierre-Ange Sawyer)
  - Quel sac d’embrouilles !, Série noire no 2097, 1987
- Back in the Real World, 1986 (série Pierre-Ange Sawyer)
  - Les Pieds sur terre, Série noire no 2103, 1987
- Get Off at Babylon, 1987 (série Pierre-Ange Sawyer)
  - Descends à Babylone, Série noire no 2117, 1987
- Long Teeth, 1987 (série Pierre-Ange Sawyer)
  - Les Dents longues, Série noire no 2136, 1988
- The Last Smile, 1988 (série Pierre-Ange Sawyer)
  - Le Tombeau du dernier sourire, Série noire no 2143, 1988
- The Midnight Sister, 1989 (série Pierre-Ange Sawyer)
  - La Sœur de minuit, Série noire no 2200, 1989
- Bimbo Heaven, 1990 (série Pierre-Ange Sawyer)
  - Le Paradis des poulettes, Série noire no 2236, 1990
- The Zig-Zag Man, 1991 (série Pierre-Ange Sawyer)
  - L'Homme zig-zag, Série noire no 2264, 1991
- The Riviera Contract, 1992 (série Pierre-Ange Sawyer)
  - Un démon au paradis, Série noire no 2301, 1992, réédition Folio policier no 304 sous le nom de Marvin Albert, 2003

#### signés Nick Quarry
- The Hoods Come Calling, 1958
  - Rhapsodie en rouge, Série noire no 459, 1958
- Trail of a Tramp, 1959
  - Suivez-moi jeune homme, Série noire no 540, 1959
- The Girl With No Place To Hide, 1960
  - Le Coin du soigneur, Série noire no 621, 1961
- No Cance in Hell, 1960
  - Le totem tue, Série noire no 679, 1961
- The Don Is Dead, 1972
  - Une couronne pour le Don, Série noire no 1558, 1973
- The Vendetta, 1973
  - Le Cri du sang, Série noire no 1699, 1975

#### signés Anthony Rome
- Miami Mayhem, 1960
  - Indésirable, Série noire no 655, 1961
- The Lady in Cement, 1961
  - Fais des bulles !, Série noire no 704, 1962
- My Kind of Game, 1962
  - Je reprends mes boules, Série noire no 773, 1963

#### signé Mike Barone
- Crazy Joe, 1974 (novélisation)

#### signés Ian Macalister
- Driscolls Diamonds, 1973
- Skylark Mission, 1973
- Strike Force 7, 1974
- Valley of Assassins, 1975

#### signé J.D. Christilian
°  Scarlet Woman, (La Femme écarlate, Presses de la Cité, 1997, traduction: Jacques Martinache)

## Filmographie
- 1958 : Le Trésor du pendu, adaptation de The Law and Jake Wade réalisée John Sturges
- 1964 : La Patrouille de la violence, adaptation de Renegade Posse réalisée par R. G. Springsteen
- 1966 : La Bataille de la vallée du diable, adaptation de  Apache Rising  réalisée par Ralph Nelson
- 1967 : Les Tueurs de l'Ouest, adaptation de The Bounty Killer réalisée par Eugenio Martín
- 1967 :Violence à Jericho, adaptation de The Man in Black  réalisée par Arnold Laven
- 1967 : Tony Rome est dangereux, adaptation de Miami Mayhem réalisée par Gordon Douglas
- 1967 : Estouffade à la Caraïbe, adaptation de The Looters réalisée par Jacques Besnard
- 1968 : Nick Quarry, film TV réalisé par Walter Grauman
- 1968 : Du sable et des diamants, réalisé par Don Chaffey
- 1968 : La Femme en ciment, adaptation de The Lady in Cement réalisée par Gordon Douglas
- 1973 : Don Angelo est mort, adaptation de The Don Is Dead réalisée par Richard Fleischer
- 1989 : À corps et à cris, film TV, adaptation de Nice Guys Finish Dead réalisée par Josée Dayan
- 1992 : Adieu marin, épisode de la série télévisée Haute Tension, adaptation de The Road’s End réalisée par Alain Schwartzstein

## Récompenses et distinctions
En 1976, Marvin Albert a reçu le prix Edgar-Allan-Poe pour The Gargoyle Conspiracy.

## Hommage
En 1999, dans le recueil de nouvelles Requiem pour un muckraker (Éditions Baleine)  Jean-Bernard Pouy, Marc Villard, Georges-J. Arnaud, Alain Bellet, Didier Daeninckx, Robert Deleuse, Gérard Delteil, Emmanuel Errer, Serge Fréchet, Roger Martin, Pierre-Alain Mesplède, Claude Mesplède, Jacques Mondoloni, Jean-Hugues Oppel, Brice Pelman, Maurice Périsset, Jean-Jacques Reboux, Jean-Paul Schweig, Tito Topin, et Claude Warton lui rendent hommage en publiant chacun une nouvelle dont le titre est le titre d'un roman de Marvin Albert.

## Sources
- Claude Mesplède (dir.), Dictionnaire des littératures policières, vol. 1 : A - I, Nantes, Joseph K, coll. « Temps noir », 2007, 1054 p. (ISBN 978-2-910686-44-4, OCLC 315873251), p. 44-45-46.
- Claude Mesplède (dir.), Dictionnaire des littératures policières, vol. 2 : J - Z, Nantes, Joseph K, coll. « Temps noir », 2007, 1re éd., 1086 p. (ISBN 978-2-910686-45-1, OCLC 315873361), p. 350 (notice Johnny Morini), 630 (notice Pierre-Ange Sawyer).
- Claude Mesplède, Les années "Série noire" : bibliographie critique d'une collection policière, vol. 1 : 1945-1959, Amiens, Editions Encrage, coll. « Travaux » (no 13), 1992 (ISBN 978-2-906389-34-2).
- Claude Mesplède, Les années "Série noire" : bibliographie critique d'une collection policière, vol. 2 : 1959-1966, Amiens, Editions Encrage, coll. « Travaux » (no 17), 1993 (ISBN 978-2-906389-43-4).
- Claude Mesplède, Les années "Série noire" : bibliographie critique d'une collection policière, vol. 3 : 1966-1972, Amiens, Editions Encrage, coll. « Travaux / 22 », 1994, 4 p. (ISBN 978-2-906389-53-3).
- Claude Mesplède, Les années "Série noire" bibliographie critique d'une collection policière, t. 4 : 1972-1982, Amiens, Encrage, coll. « Travaux » (no 25), 1995, 318 p. (ISBN 978-2-906389-63-2).
- Claude Mesplède, Les années "Série noire" bibliographie critique d'une collection policière, vol. 5 : 1982-1995, Amiens, Encrage, coll. « Travaux » (no 36), 2000.
- Claude Mesplède et Jean-Jacques Schleret, SN, voyage au bout de la Noire : inventaire de 732 auteurs et de leurs œuvres publiés en séries Noire et Blème : suivi d'une filmographie complète, Paris, Futuropolis, 1982, 476 p. (OCLC 11972030).
- Roger Martin, Marvin H. Albert, Revue Hard-Boiled Dicks, N°1. 1981.